# Veřejná konzultace

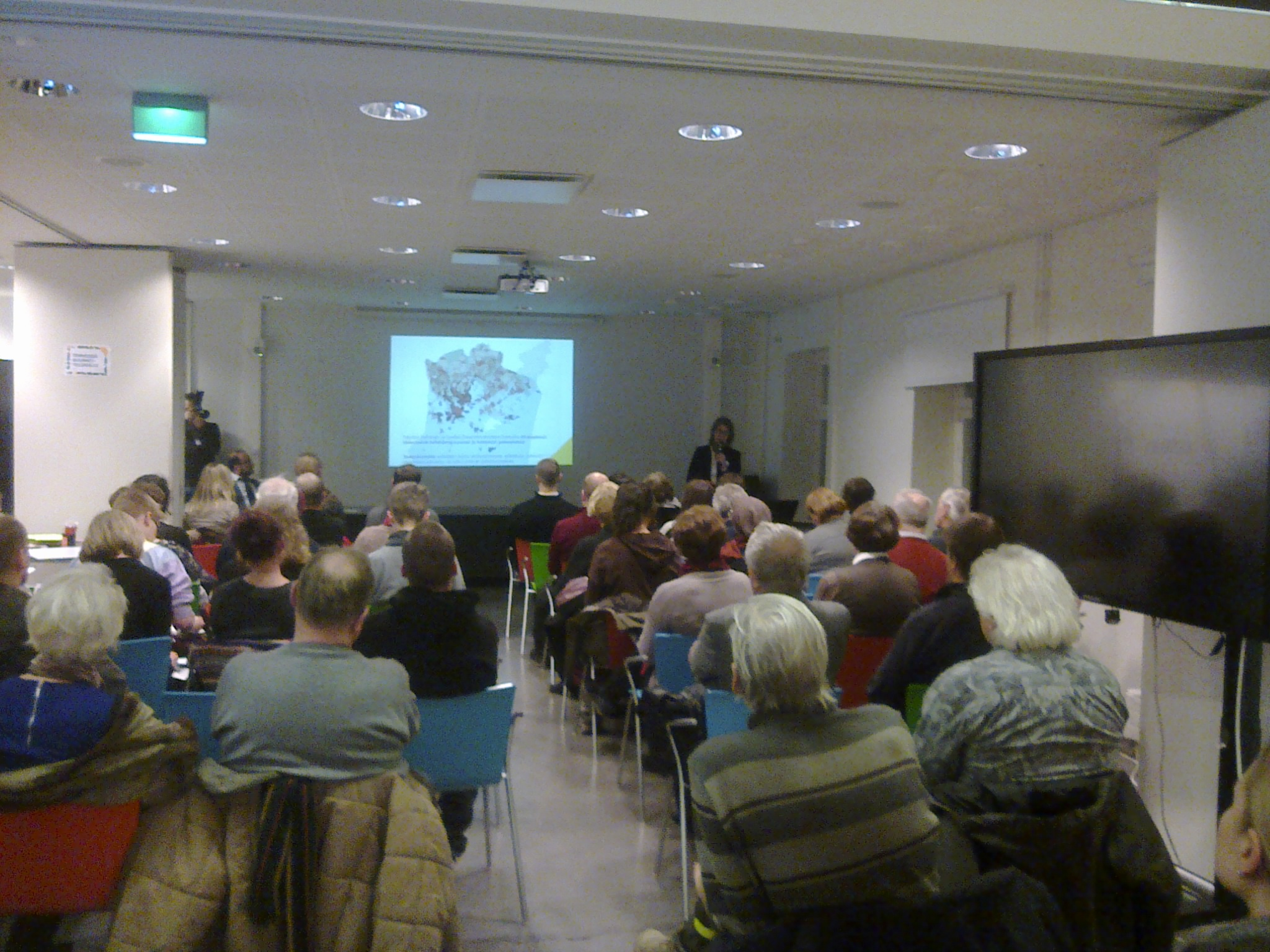
Veřejná konzultace o plánování města v Helsinkách

Veřejná konzultace je proces, při němž veřejnost může projevit svůj názor na záležitosti, které se jí týkají. Jejím hlavním cílem je zlepšit účinnost, transparentnost a zapojení veřejnosti do rozsáhlých projektů nebo zákonů a rozhodnutí. Prvky veřejné konzultace obvykle jsou notifikace čili oznámení (zveřejnění záležitosti, která má být konzultována), vlastní konzultace (obousměrný tok informací a výměna názorů) a participace čili účast (zapojení zájmových skupin do přípravy rozhodnutí nebo právních předpisů). Často používaný nástroj pro pochopení různých úrovní účasti komunity na konzultacích je známý jako Arnsteinův žebřík.
Veřejné konzultace jsou typické pro země Commonwealthu, jako je Velká Británie, Kanada, Nový Zéland nebo Austrálie, i když většina demokratických zemí má podobné systémy. Například ve Spojených státech se tento proces nazývá „Veřejné oznámení a komentáře“ (Public notice and comment). Některé nevládní organizace, jako je OECD, také používají podobné procesy. V Kanadě se slovo konzultace (consultation) používá také pro zákonem předepsané konzultace s místními domorodci (First Nations) o věcech týkajících se jejich práv.
V praxi se vyskytují rovněž neefektivní konzultace, prováděné kvůli splnění závazku nebo na odiv, ale neumožňující skutečné participativní rozhodování.